# Major Title
Major Title es un videojuego de golf que fue lanzado por Irem en los arcades en 1990. Una versión del juego para Super Nintendo Entertainment System, al igual que una secuela de arcade, Major Title 2: Tournament Leader, fueron lanzadas en 1992. El juego de SNES y la secuela de arcade se lanzaron en Estados Unidos como The Irem Skins Game.
Los programadores del juego dejaron Irem para fundar su propia compañía llamada Nazca; su primer juego lanzado por ellos fue Neo Turf Masters para Neo Geo en 1996, el cual se asemeja a Major Title 2.

## Jugabilidad
Major Title es una simulación de golf al estilo arcade. El juego está presentado en una perspectiva mixta. La perspectiva previa al tiro es una vista en tercera persona desde atrás del jugador, y, una vez que la bola es golpeada, la vista cambia a una perspectiva desde arriba para seguir el recorrido de la bola. El juego adopta un enfoque diferente para golpear la bola. En lugar de determinar la fuerza y controlar el tiro, la única función del medidor vertical es elegir el ángulo del tiro, el cual determinará el efecto de giro de la bola. La fuerza de cada golpe es seleccionada antes del tiro fijando un medidor de poder en uno de los 16 niveles. Cambiar la postura del jugador cambiará otros parámetros, pero el juego especifica una distancia máxima para el jugador en el campo.
Los jugadores podrán elegir jugar como uno de cuatro golfistas (golfista poderoso, balanceado, técnico y mago). Cada uno de estos golfistas posee habilidades únicas que influenciarán la capacidad del jugador de realizar ciertos tipos de tiros. El juego proporciona el conjunto usual de modos de juego: torneo, match play, stroke play y skin game. El sistema de controles es simple pero lo suficientemente complejo para proporcionar un nivel de control decente para un videojuego de simulación de deportes de consola de cuarta generación. La asignación de botones es la siguiente: Cruceta, arriba y abajo para navegar menús, izquierda y derecha para alterar los valores de los menús secundarios, como clubes, dirección, posición y fuerza. Los botones L y R alternan los menús dentro del juego, al igual que el botón A. El botón B se utiliza para realizar el tiro, y deberá ser sincronizado para encontrarse lo más cerca posible a la sección central de la barra de fuerza.

## Recepción
En Japón, Game Machine clasificó a Major Title en su edición del 15 de abril de 1990 como el noveno juego de arcade más exitoso del mes. En la revista de julio de 1990 de la publicación japonesa Micom BASIC Magazine, el juego fue clasificado como el decimosexto en popularidad. El juego de arcade original ha tenido una recepción positiva de parte de los críticos desde su lanzamiento inicial.